# Список министров труда Германии
В список включены главы федерального министерства труда и общественных дел Германии и учреждений, выполнявших соответствующие функции. Список oхватывает исторический период со времён кайзеровской Германии по настоящее время.

## Статс-секретарь имперской биржи труда Германской империи, 1918—1919

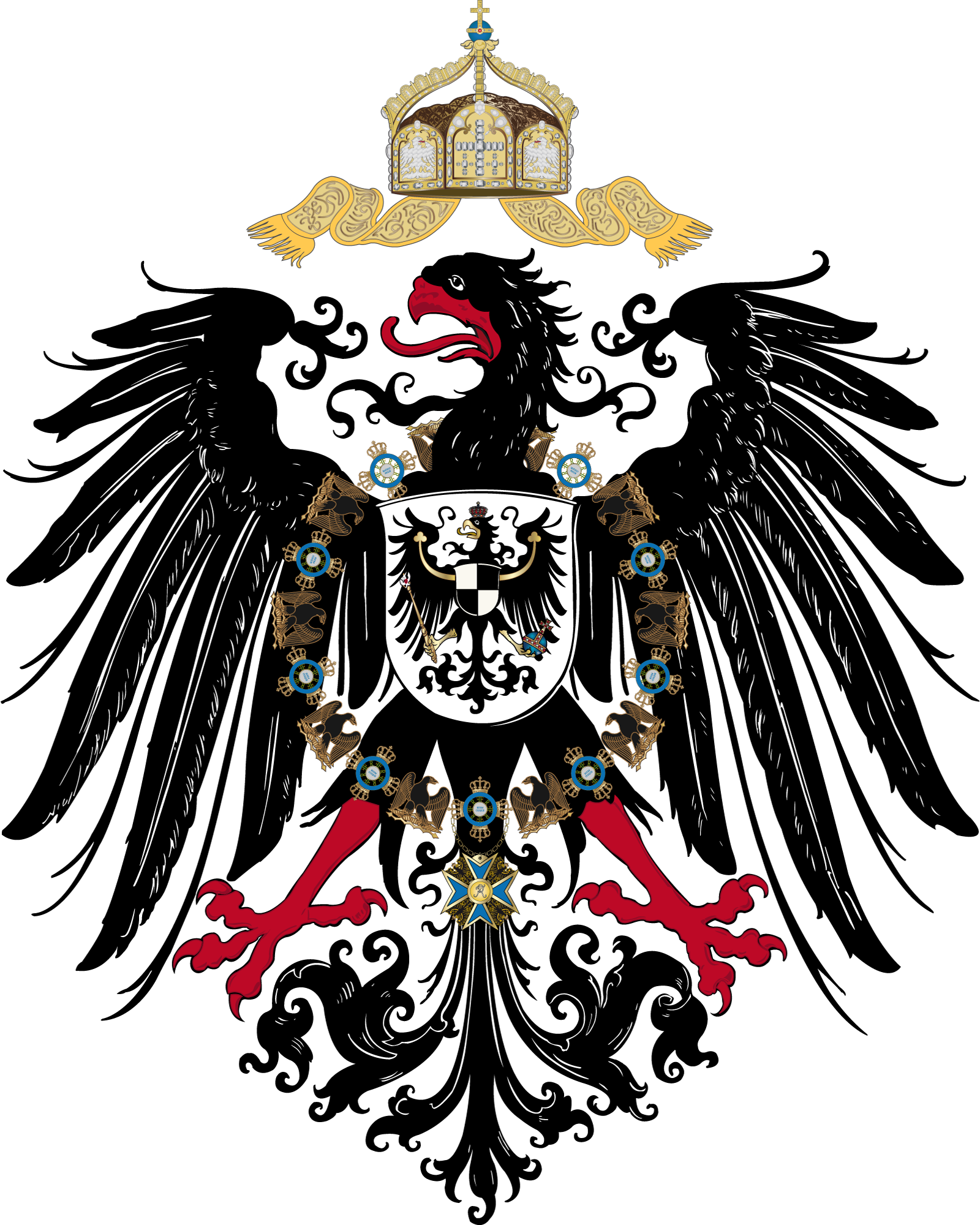
Герб Германской империи

| Имя          | Дата вступления в должность | Дата снятия с должности | Партия |
| ------------ | --------------------------- | ----------------------- | ------ |
| Густав Бауэр | 4 октября 1918              | 13 февраля 1919         | СДПГ   |

## Министры труда Веймарской республики, 1919—1933

Герб Веймарской республики

| Имя               | Дата вступления в должность | Дата снятия с должности | Партия |
| ----------------- | --------------------------- | ----------------------- | ------ |
| Густав Бауэр      | 13 февраля 1919             | 20 июня 1919            | СДПГ   |
| Александер Шликке | 21 июня 1919                | 21 июня 1920            | СДПГ   |
| Генрих Браунс     | 25 июня 1920                | 12 июня 1928            | Центр  |
| Рудольф Висселль  | 28 июня 1928                | 27 марта 1930           | СДПГ   |
| Адам Штегервальд  | 30 марта 1930               | 30 мая 1932             | Центр  |
| Герман Вармбольд  | 1 июня 1932                 | 6 июня 1932             | -      |
| Хуго Шеффер       | 7 июня 1932                 | 17 ноября 1932          | -      |
| Фридрих Зируп     | 3 декабря 1932              | 28 января 1933          | -      |

## Министры труда нацистской Германии, 1933—1945

Герб нацистской Германии.

| Имя           | Дата вступления в должность | Дата снятия с должности | Партия     |
| ------------- | --------------------------- | ----------------------- | ---------- |
| Франц Зельдте | 30 января 1933              | 23 мая 1945             | НННП→НСДАП |

## Министры труда Федеративной Республики Германия, 1949—1990

Герб ФРГ

### Министры труда, 1949—1957
| Имя         | Дата вступления в должность | Дата снятия с должности | Партия |
| ----------- | --------------------------- | ----------------------- | ------ |
| Антон Шторх | 20 сентября 1949            | 29 октября 1957         | ХДС    |

### Министры труда и общественного порядка, 1957—1990
| Имя              | Дата вступления в должность | Дата снятия с должности | Партия |
| ---------------- | --------------------------- | ----------------------- | ------ |
| Теодор Бланк     | 29 октября 1957             | 26 октября 1965         | ХДС    |
| Ганс Катцер      | 26 октября 1965             | 22 октября 1969         | ХДС    |
| Вальтер Арендт   | 22 октября 1969             | 16 декабря 1976         | СДПГ   |
| Герберт Эренберг | 16 декабря 1976             | 28 апреля 1982          | СДПГ   |
| Хайнц Вестфаль   | 28 апреля 1982              | 1 октября 1982          | СДПГ   |
| Норберт Блюм     | 1 октября 1982              | 2 октября 1990          | ХДС    |

## Министры труда Германской Демократической Республики, 1989—1990

Герб ГДР

### Министр труда и заработной платы, 1989—1990
| Имя            | Дата вступления в должность | Дата снятия с должности | Партия |
| -------------- | --------------------------- | ----------------------- | ------ |
| Ханнелора Менш | 18 ноября 1989              | 12 апреля 1990          | СЕПГ   |

### Министры труда и общественных дел, 1990
| Имя                 | Дата вступления в должность | Дата снятия с должности | Партия     |
| ------------------- | --------------------------- | ----------------------- | ---------- |
| Регина Хильдебрандт | 12 апреля 1990              | 22 августа 1990         | СДПГ в ГДР |
| Юрген Кледич        | 22 августа 1990             | 2 октября 1990          | ХДС в ГДР  |

## Министры труда Федеративной Республики Германия, 1990 — настоящее время

Герб ФРГ

### Министры труда и общественного порядка, 1990—2002
| Имя            | Дата вступления в должность | Дата снятия с должности | Партия |
| -------------- | --------------------------- | ----------------------- | ------ |
| Норберт Блюм   | 3 октября 1990              | 27 октября 1998         | ХДС    |
| Вальтер Ристер | 27 октября 1998             | 22 октября 2002         | СДПГ   |

### Министр экономики и труда, 2002—2005
| Имя               | Дата вступления в должность | Дата снятия с должности | Партия |
| ----------------- | --------------------------- | ----------------------- | ------ |
| Вольфганг Клемент | 22 октября 2002             | 22 ноября 2005          | СДПГ   |

### Министры труда и общественных дел, 2005 — настоящее время
| Имя                    | Дата вступления в должность | Дата снятия с должности | Партия |
| ---------------------- | --------------------------- | ----------------------- | ------ |
| Франц Мюнтеферинг      | 22 ноября 2005              | 21 ноября 2007          | СДПГ   |
| Олаф Шольц             | 21 ноября 2007              | 27 октября 2009         | СДПГ   |
| Франц Йозеф Юнг        | 28 октября 2009             | 27 ноября 2009          | ХДС    |
| Урсула фон дер Ляйен   | 30 ноября 2009              | 17 декабря 2013         | ХДС    |
| Андреа Налес           | 17 декабря 2013             | 28 сентября 2017        | СДПГ   |
| Катарина Барли (и. о.) | 28 сентября 2017            | 14 марта 2018           | СДПГ   |
| Хубертус Хайль         | 14 марта 2018               | в должности             | СДПГ   |